# Соколов, Андрей Алексеевич
Андре́й Алексе́евич Соколо́в (род. 13 августа 1962, Москва) — советский и российский актёр театра, кино и телевидения, режиссёр театра и кино, кинопродюсер, телеведущий и общественный деятель. Народный артист Российской Федерации (2005).

## Биография
Родился 13 августа 1962 года в Москве. Отец — Алексей Сергеевич Соколов, строитель, начинал слесарем-сантехником, перед выходом на пенсию работал главным инженером «ПМК-24». Мать — Любовь Матвеевна Соколова, инженер-энергетик. У отца была другая семья. С 13 лет Андрей трудился у отца сначала учеником, а потом слесарем-сантехником 3-го разряда. Учась в школе, занимался плаванием, хоккеем с шайбой (был вратарём, тренировался у Александра Сидельникова), восточными единоборствами, был призёром Москвы по бальным танцам.
После окончания средней школы со второй попытки поступил в Московский авиационно-технологический институт, который окончил в 1986 году, получив специальность «инженер-технолог по производству летательных аппаратов».
В 1986 году поступил на актёрский факультет Высшего театрального училища имени Б. В. Щукина на курс Людмилы Ставской, которое окончил в 1990 году. В том же году был приглашён в труппу Московского государственного театра «Ленком», где служит по настоящее время. Сотрудничает также с «Театром имени Моссовета» и «Театром Луны».
Первую роль в кино получил случайно: его, прогуливающегося по Киностудии имени М. Горького в Москве в ожидании знакомой актрисы, заметил режиссёр Виталий Макаров и пригласил в свой музыкальный фильм-сказку «Она с метлой, он в чёрной шляпе» (1987) на роль молодого врача Алексея Орлова.
Всесоюзную популярность Соколов приобрёл ещё будучи студентом театрального вуза после исполнения главной роли в фильме режиссёра Василия Пичула «Маленькая Вера» (1988). Критики называли «Маленькую Веру» первым отечественным фильмом, преодолевшим табу на секс на советском экране, а Андрей Соколов стал первым секс-символом «перестройки».
Заметными также стали его роли в таких картинах, как «Искусство жить в Одессе» (1989), «Палач» (1990), «Царь Иван Грозный» (1991), «Предсказание» (1993), «Тайна королевы Анны, или Мушкетёры тридцать лет спустя» (1993). Снялся более чем в семидесяти художественных фильмах и телесериалах.
В 1991 году окончил вечернее отделение Московского государственного лингвистического университета (МГЛУ) по специальности «переводчик» (с английского языка).
В качестве сценариста написал рассказ «Дуэль», который вошёл в киножурнал «Ералаш».
В 1998 году окончил Высшие курсы сценаристов и режиссёров (ВКСиР) в Москве, где учился у В. В. Меньшова и В. Я. Мотыля.
С 1999 по 2016 год — художественный руководитель театра «Монолог XXI век».
Президент кинофестиваля гильдии актёров России «Созвездие». Вице-президент детского кинофестиваля «Алые паруса». Попечитель благотворительного фонда «Президент». Академик «Российской академии кинематографических искусств „Ника“».
Выпустил книгу стихов и роман «Новая русская леди». Открыл юридическую фирму и туристическое агентство.
В июне 2021 года начал работу в РГСУ на кафедре актёрского мастерства. С 2022 года — Мастер курса в Институте театрального искусства имени Народного артиста СССР И. Д. Кобзона.

### Личная жизнь
Первая жена — Ирина.
Вторая жена (2000—2001) — Евгения Анатольевна Гусева-Легковская (род. 21 апреля 1984), модель в журналах, актриса. Брак продлился всего один год.
Третья жена (2010—2015) — Ольга Соколова (род. 1988; в девичестве — Попова), родом из Самары. Андрей и Ольга познакомились в 2005 году в Санкт-Петербурге, где девушка подрабатывала демонстратором одежды в бутике. До наступления беременности сожительствовали. Официальный брак заключили в апреле 2010 года. В 2015 году Ольга ушла от мужа, забрав с собой пятилетнюю дочь Софью. Живёт с дочерью в Санкт-Петербурге. Стала модельером и уже выпустила дебютную коллекцию одежды «SofiAndrevna».
Дочь — Софья Соколова (род. август 2010).
Андрей Соколов увлекается охотой. Любит хорошее оружие, ароматические палочки, чайные церемонии.

## Творчество

### Театральные работы

#### Роли вМосковском государственном театре «Ленком»
- Клавдий — Уильям Шекспир «Гамлет» (1991, реж. Глеб Панфилов);
- Главный сочинитель — «Юнона и Авось» (1991);
- Ислаев — «Две женщины» (1998);
- Астлей — «Варвар и Еретик»;
- Александр — И. Жамиак «Tout payé, или Всё оплачено» (2004, реж. Эльмо Нюганен);
- МакМерфи — Кен Кизи «Пролетая над гнездом кукушки (Затмение)» (2005, реж. Александр Морфов);
- Тартюф — Ж.-Б. Мольер «Тартюф» (2006, реж. Владимир Мирзоев);
- Илл — Ф. Дюрренматт «Визит дамы» (2008, реж. Александр Морфов).

#### Роли вМосковском государственном «Театре Луны»
- Александр Македонский — «Таис Сияющая».
- Ларри — «Диагноз: Эдит Пиаф».

#### Роли в других театрах и антрепризе
- «Игра в жмурики»[11] (1993, автор Михаил Волохов, режиссёр Андрей Житинкин, Независимый театральный проект);
- «Понедельник после чуда» (Новгородский областной театр драмы имени Ф. М. Достоевского);
- «Любовью не шутят» (1994, Театр имени Моссовета);
- «Стеклянная пыль» (2005, La Teatr)
- «Утопия» (2018, по одноимённой пьесе Михаила Дурненкова, режиссёр Марат Гацалов, Театр Наций);

#### Режиссёрские работы в театре
- «Койка» (Театр «Монолог XXI век», 1999)
- «За закрытой дверью» (Театр «Монолог XXI век»)
- «ЛюБоль» («Московский государственный театр „Ленком Марка Захарова“»), 2022[12].

### Фильмография

#### Актёрские работы
- 1987 — Она с метлой, он в чёрной шляпе — Алексей Орлов, молодой врач
- 1988 — Маленькая Вера — Сергей Соколов, студент
- 1988 — Раз, два — горе не беда! — Данилов, царский техник
- 1989 — В городе Сочи тёмные ночи — Борис, фотограф, «сын» Степаныча
- 1989 — Искусство жить в Одессе — Саша Боровой
- 1990 — Наш человек в Сан-Ремо — Николай
- 1990 — Охота на сутенёра — Стас Шапкин, сутенёр
- 1990 — Палач — Андрей Алексеевич Арсентьев
- 1990 — Сломанный свет — Лёвушка, актёр
- 1990 — Холодная осень — Он
- 1991 — Пьющие кровь — Александр Андреевич Руневский, жених Дашеньки
- 1991 — Царь Иван Грозный — Афанасий Иванович Вяземский, князь
- 1991 — Шальная баба — Алексей Иванович, художник, отец Кирилла
- 1992 — Невеста из Парижа — Володя
- 1992 — Странные мужчины Семёновой Екатерины — Никита
- 1993 — Бездна, круг седьмой — Николай Гордеев
- 1993 — Предсказание — Олег Владимирович Горюнов (в молодости)
- 1993 — Сыскное бюро «Феликс» — Даниил Плещеев, аспирант
- 1993 — Тайна королевы Анны, или Мушкетёры тридцать лет спустя — виконт де Бражелон (роль озвучил Андрей Градов)
- 1994 — Любовь, предвестие печали… — Алексей Юдин
- 1994 — Письма в прошлую жизнь — Вадим Арсеньев
- 1995 — Одинокий игрок — Вадим Коробов, сослуживец Мити Сухожилова
- 1996 — Несут меня кони… — Иван Андреевич Лешков, адвокат
- 1997 — Рикошет / Rikoshet — Арсений
- 1998 — Зал ожидания — Владимир Каретников, актёр
- 2000 — Потерянный рай — Витольд Непотач
- 2002 — Агентство «Золотая пуля» — Андрей Викторович Обнорский, директор агентства «Золотая пуля», журналист
- 2002 — Линия защиты — Андрей Зимогоров, адвокат
- 2002 — Время любить — Игорь Борисович
- 2002 — Смотрящий вниз — Александр Угаров
- 2002 — 2004 — Бальзаковский возраст, или Все мужики сво… — Жан (Евгений Воробьёв), врач-остеопат
- 2003 — 2004 — Адвокат — Алексей Николаевич Зимин, адвокат
- 2004 — Близнецы — Пётр Ерожин, следователь прокуратуры
- 2004 — Кавалеры Морской Звезды — Олег Бабенко
- 2004 — Красная площадь — Игорь Иосифович Шамраев, следователь
- 2005 — Бальзаковский возраст, или Все мужики сво… (второй сезон) — Жан (Евгений Воробьёв), врач-остеопат
- 2005 — Адвокат (второй сезон) — Алексей Николаевич Зимин, адвокат
- 2005 — Один день в Европе / One Day in Europe — Андрей
- 2005 — Охота на асфальте — Борис Сергеевич Мироненко, бандит по кличке «Мирон»
- 2005 — Три талера — Александр Александрович Тушинский, археолог, кандидат исторических наук
- 2005 — Чайка — Борис Алексеевич Тригорин, беллетрист
- 2005 — 2006 — Адвокат (третий сезон) — Алексей Николаевич Зимин, адвокат
- 2006 — Последний бронепоезд — Херманн Дитрих, подполковник вермахта / Шевцов, старший лейтенант Красной армии
- 2006 — Охота на гения — Виктор Стрешинский
- 2006 — 2007 — Адвокат (четвёртый сезон) — Алексей Николаевич Зимин, адвокат
- 2007 — Бальзаковский возраст, или Все мужики сво… (третий сезон) — Жан (Евгений Воробьёв), врач-остеопат
- 2007 — Я остаюсь — Глеб Валентинович Шахов, начальник Евгении
- 2007 — Смерш — Юзеф Бернацкий, главарь банды
- 2007 — Формула стихии — Станислав Андреевич Ковалёв
- 2007 — 2008 — Адвокат (пятый сезон) — Алексей Николаевич Зимин, адвокат
- 2008 — Заходи — не бойся, выходи — не плачь — Геннадий Петрович Тимофеев, бывший муж Стеллы
- 2008 — Коснуться неба — Андрей Петрович Орлов, психолог
- 2008 — Московский жиголо — Вадим Степанович Озерцов, бывший муж Марии
- 2008 — Оттепель — Андрей
- 2008 — Эффект домино — Евгений Максимов, психолог
- 2008 — 2009 — Адвокат (шестой сезон) — Алексей Николаевич Зимин, адвокат
- 2009 — Когда растаял снег — Василий Кондратьевич Шувалов, майор госбезопасности
- 2009 — Гувернантка — Игорь Васильевич Громов
- 2009 — Дом без выхода — Стас Кириллов
- 2009 — Летом я предпочитаю свадьбу — Игорь
- 2009 — Логово змея — Сергей Юрьевич Радзин, владелец «Восток-Холдинга»
- 2009 — 2010 — Адвокат (седьмой сезон) — Алексей Николаевич Зимин, адвокат
- 2010 — Седьмая жертва — Алексей Зимин, адвокат
- 2011 — Поцелуй Сократа — Владимир Седов, профессор криминалистики
- 2011 — Адвокат (восьмой сезон) — Алексей Николаевич Зимин, адвокат
- 2012 — Новогодний брак — Андрей Знаменский, хозяин издательства
- 2012 — Белый мавр, или Интимные истории о моих соседях — Михаил Речников
- 2012 — Личные обстоятельства — Герман Кузнецов, хирург
- 2013 — Красные горы — Кирилл Львович Энгельгардт, капитан первого ранга
- 2013 — Департамент — Андрей Яковлевич Поль —  полковник полиции, начальник отдела госзащиты ГУСБ МВД РОССИИ
- 2014 — До свидания, мальчики! — Василий Анатольевич Карпов
- 2014 — Я больше не боюсь — Владимир Луконин, спортивный доктор
- 2014 — Стартап — чиновник
- 2015 — Память осени — водитель грузового такси
- 2019 — Медный всадник России — Юрий Матвеевич Фельтен, архитектор
- 2019 — Уголь — Макаров, директор шахты
- 2022 — Вампиры средней полосы (телесериал, второй сезон) — Андрей Петрович Усачёв, подполковник полиции, любовник и коллега Аннушки из 1991
- 2022 — Аманат — Николай I
- 2023 — Родные люди (новелла «Москва. Вальсы») — Игорь
- 2024 — 10 дней до весны — Орлов

#### Режиссёрские работы
- 2003—2011 — Адвокат (в группе режиссёров)
- 2009 — Артефакт
- 2015 — Память осени
- 2019 — Выжившая

#### Продюсерские работы
- 2009 — Артефакт
- 2015 — Память осени

### Клипы
- 2001 — «Поплачу и брошу» (исполняет Татьяна Овсиенко)
- 2002 — «Зеркало любви» (исполняет Наталья Штурм)
- 2022 — «Оба» (исполняет Алина Делисс)

### Телевидение
- С 2005 по 2006 годы — ведущий ночного телевизионного мужского ток-шоу «Только для мужчин» на телеканале «ТВ Центр»[13][14].
- С 14 сентября 2014 года по 27 марта 2016 года — ведущий программы «Чёрно-белое» на «Первом канале»[15].

## Общественная деятельность

### Работа вОбщероссийском народном фронте (ОНФ)
Андрей Соколов является сопредседателем регионального штаба Общероссийского народного фронта (ОНФ) в Московской области.

### Участие в выборах в Московскую городскую думу (2019)
В июне 2019 года Андрей Соколов сообщил о том, что намерен выдвигаться кандидатом в депутаты Московской городской думы по 43-му избирательной округу (включает районы Арбат, Пресненский, Хамовники) на предстоящих выборах 8 сентября 2019 года.
28 июня 2019 года штаб Алексея Навального сообщил об обнаружении в Москве помещения, где происходила массовая фальсификация подписей в поддержку кандидатов на выборах в Московскую городскую думу, в том числе Андрея Соколова. Соколов сказал, что уже собрал достаточно подписей, и ему не нужно заниматься фальсификациями.
13 июля 2019 года кандидат в депутаты Мосгордумы юрист ФБК Любовь Соболь заявила, что подписи в поддержку кандидата Андрея Соколова подделаны. Она опубликовала видеозапись, в которой её соратники проводят поквартирный опрос по адресам, указанным, по заявлению Соболь, в подписных листах Соколова. Жильцы этих квартир на камеру говорят, что к ним никто не приходил, подписи за кандидатов они не ставили.
16 июля 2019 года Андрею Соколову было отказано в регистрации кандидатом для участия в выборах в Мосгордуму избирательной комиссией 43-го округа. В его подписных листах 580 подписей были признаны недействительными.

### Поддержка вторжения России на Украину, санкции
В 2022 году поддержал вторжение России на Украину, процитировав основные нарративы российской антиукраинской пропаганды, включая Аллею ангелов как оправдание начала войны России против Украины.
15 января 2023 года, был внесён в санкционный список Украины за поддержку военного вторжения и как сопредседатель организации ОНФ которая «несет ответственность за организацию и распространение антиукраинской пропаганды».

## Признание заслуг

#### Государственные награды Российской Федерации
- 1998 — почётное звание «Заслуженный артист Российской Федерации» — за заслуги в области искусства[27].
- 2005 — почётное звание «Народный артист Российской Федерации» — за большие заслуги в области искусства[1].
- 2020 — орден Дружбы — за большой вклад в развитие отечественной культуры и искусства, многолетнюю плодотворную деятельность[28].

#### Ведомственные награды Российской Федерации
- 2025 — медаль «За укрепление боевого содружества» (Минобороны России)[29].

#### Региональные награды Российской Федерации
- 2022 — Почётная грамота Республики Дагестан — за заслуги в области культуры и искусства, активное участие в создании художественного фильма «Аманат»[30]

#### Общественные награды и премии
- 1994 — приз за лучшую мужскую роль на кинофестивале «Новое кино России» — за роль Вадима Арсеньева в художественном фильме «Письма в прошлую жизнь» (1994)[5].
- 1994 — приз за лучшую мужскую роль на международном кинофестивале «Балтийская жемчужина» в Риге (Латвия) — за роль Николая Гордеева в художественном фильме «Бездна, круг седьмой» (1993).
- 2000 — орден Святой Анны III степени[5][6].
- 2002 — золотой орден имени Ф. Н. Плевако Гильдии российских адвокатов в номинации «За вклад в развитие адвокатуры России» — за роль адвоката Андрея Зимогорова в телесериале «Линия защиты» (2002)[5][6].
- 2006 — орден Михаила Ломоносова Общероссийской общественной организации «Академия проблем безопасности, обороны и правопорядка»[5].
- 2007 — золотой орден «Служение искусству» МБФ «Меценаты России» и статуэтка «Добрый Ангел»[5][6].
- 2009 — Приз «Дебют» на II фестивале «Золотой Феникс» — как режиссёру фильма «Артефакт»[31].
- 2012 — юбилейный приз «Немеркнущая зрительская любовь» дирекции ХХ Всероссийского государственного кинофестиваля «Виват, кино России!» в Санкт-Петербурге[32].
- 2019 — лауреат IX российской национальной актёрской премии «Фигаро» имени Андрея Миронова (Санкт-Петербург) в номинации «Лучшие из лучших» (8 марта 2019 года) — за блистательное исполнение ролей на российской театральной сцене[33].